# Double Adventure
Double Adventure é um seriado estadunidense de 1921, gênero aventura, dirigido por W. S. Van Dyke, em 15 capítulos, estrelado por Charles Hutchison e Josie Sedgwick. Foi produzido e distribuído pela Pathé Exchange, e veiculou nos cinemas estadunidenses a partir de 23 de janeiro e 1 de maio de 1921.
Este seriado é considerado perdido. Partes do seriado estão no Gosfilmofond, Russian State Archive.

## Elenco
- Charles Hutchison - Bob Cross / Dick Biddle
- Josie Sedgwick - Martha Steadman
- Carl Stockdale - Jules Fernol
- S.E. Jennings – Chefe rebelde
- Ruth Langdon - Vincente Garcia (creditada Ruth Langston)
- Louis D'Or - Presidente Garcia

## Capítulos
1. On the Trail of Fate
2. The Harbor Bandits
3. Hearts of Stone
4. The Gun Runner
5. The Rebel's Nest
6. Troubled Trail
7. War in the Oil Fields
8. The Grill of Fate
9. The Black Whirlpool
10. A Devil's Bargain
11. The Danger Ledge
12. Hazardous Heights
13. By Air and Sea
14. The House in the Canyon
15. The Wages of Crime